# Strijkkwartet nr. 3 (Beethoven)
Het Strijkkwartet Nr. 3 in D groot, opus 18/3  is een vierdelige compositie voor strijkkwartet van Ludwig van Beethoven, die in 1799 voltooid werd. Het is in de tijd gezien het eerste van de set van strijkkwartetten opus 18 die gecomponeerd werd. Op aanraden van Schuppanzigh kreeg toch het kwartet in F het nummer 1. Zie de achtergrondinformatie

## Delen
| opus 18/3 Strijkkwartet Nr 3 (Beethoven) | opus 18/3 Strijkkwartet Nr 3 (Beethoven) | opus 18/3 Strijkkwartet Nr 3 (Beethoven) | opus 18/3 Strijkkwartet Nr 3 (Beethoven) | opus 18/3 Strijkkwartet Nr 3 (Beethoven) | opus 18/3 Strijkkwartet Nr 3 (Beethoven) | opus 18/3 Strijkkwartet Nr 3 (Beethoven) |
| Opus                                     | deel                                     | Aanduiding                               | Maatsoort                                | Toonsoort                                | Duur                                     | Opmerking                                |
| ---------------------------------------- | ---------------------------------------- | ---------------------------------------- | ---------------------------------------- | ---------------------------------------- | ---------------------------------------- | ---------------------------------------- |
| 18/3                                     | I                                        | Allegro                                  | 4/4                                      | D                                        | ca 7' 33                                 |                                          |
|                                          | II                                       | Andante con moto                         | 2/4                                      | Bes                                      | ca 7' 52"                                |                                          |
|                                          | III                                      | Allegro                                  | 3/4                                      | D                                        | ca 2' 57                                 |                                          |
|                                          | IV                                       | Presto                                   | 6/8                                      | D                                        | ca 6' 20                                 |                                          |

## Karakteristiek
1. Hoofdthema van 10 maten beginnend met een weemoedige (septiem)sprong omhoog. De sfeer blijft bekoorlijk, van voorname hecht opgebouwde muziek die binnen de klassieke vormen van de sonate blijft.
2. rustig ontspannen hoofdthema. Een van de weinige onversneden echt “gelukkige” thema’s bij Beethoven. De doorwerking duurt wellicht te lang: weinig nieuwe ideeën met steeds de eerste 3 maten van het thema.
3. Scherzo en trio. Elegante muziek. In niets specifiek voor Beethoven
4. Blijkens het schetsboek is dit ver na de drie eerste delen gecomponeerd. De stijl is veel virtuozer. Thema in triolen gebaseerd op viermaal een dalende terts en driemaal een stijgende kwart. Voortwervelende muziek, die zo men wil zelfs vooruitwijst naar de Tarantella finales van Schubert. Hier wel een zich ontwikkelen van nieuwe ideeën in het stuk. Toch (zie ook Kerman) lijkt het stuk niet helemaal geslaagd ondanks het erin gestoken technisch vernuft,